# Sony Ericsson Xperia X10
Le Sony Ericsson Xperia X10 est un smartphone conçu par la société Sony Ericsson faisant partie de la série haut de gamme X. C'est le premier téléphone portable de la firme à utiliser le système d'exploitation Android.

## Caractéristiques techniques
- Microprocesseur Qualcomm Snapdragon QSD8250 cadencé à 1 GHz (de 245 à 998 MHz réels)
- Microprocesseur graphique  AMD Z430 supportant OpenGL ES 2.0 (limité à 30 images par seconde)
- Écran à cristaux liquides TFT 4 pouces tactile capacitif, 480 × 854 pixels (WVGA 16:9), 16 millions de couleurs (65 536 couleurs supportées par le système d'exploitation), compatible dual-touch sous certaines conditions
- Réseaux : GSM GPRS/EDGE/3G+ (débit descendant maximum de 7,2 Mo/s), Wifi b/g, Bluetooth 2.1 avec support A2DP
- Capteurs : accéléromètre (trois axes), capteur de proximité, luxmètre, boussole numérique
- Connectique : microUSB 2.0, connecteur audio Jack 3,5 mm
- Boutons : écran tactile, trois boutons en façade, trois boutons sur le côté droit (deux boutons de volume, un bouton à double pression pour l'appareil photo), un bouton de mise en marche/arrêt sur le côté supérieur
- GPS : A-GPS
- Appareil photo numérique : 8,1 Mpx (3264 × 2448 pixels) avec flash (torche DEL), zoom numérique (×16), autofocus, stabilisation d'image, géolocalisation, détection des visages et des sourires
- DEL de notification en façade (plusieurs couleurs possibles)
- Caméscope : vidéo HD 720p (Android 2.1) à 30 images par seconde, SD : 480 × 854 pixels à 30 images par seconde
- Système d'exploitation : Android 2.3.3 (1.6 jusqu'à novembre 2010 puis 2.1 jusqu'à juillet 2011)
- Logiciels fournis : Calendrier, Contacts, Mail et Tâches Moxier, Guide de l'utilisateur, Mediascape, PlayNow, Serve.me, Timescape…
- Accessoires fournis : une batterie Li-ion polymère de 1500 mAh, un écran de protection, un câble USB, un adaptateur USB-Prise secteur, une carte microSD de 8 Go, un kit piéton.
- Dimensions : 11,9 cm × 6,3 cm × 1,3 cm
- Poids : 135 grammes

## Système d'exploitation

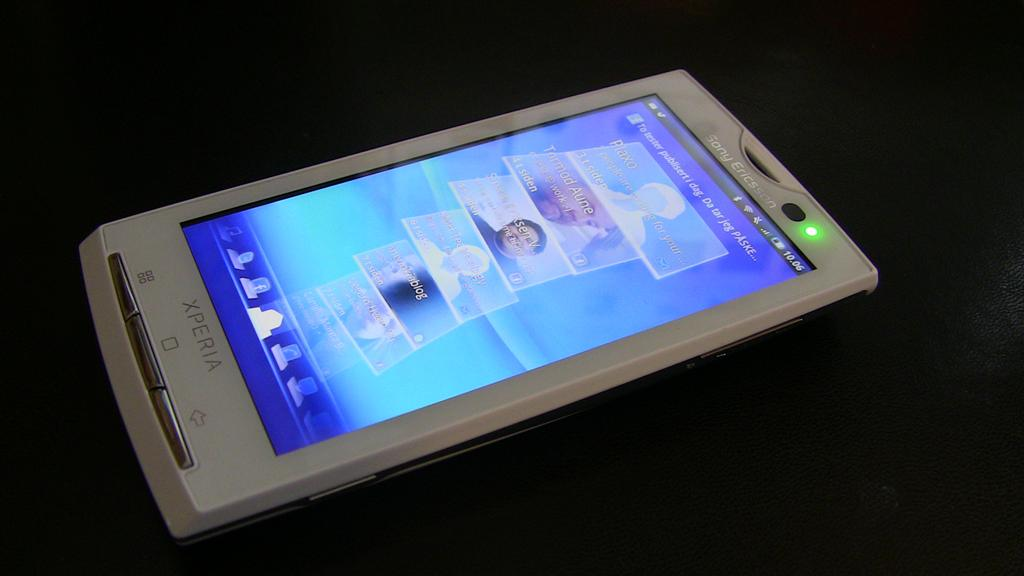
La surcouche TimeScape sur Android

Jusqu'en octobre 2010, le Xperia X10 est fourni avec le système Android 1.6 et une surcouche logicielle Sony Ericsson UI intégrant des fonctionnalités avancées, comme TimeScape et MediaScape.
À partir de novembre 2010, les appareils ont progressivement été fournis avec le système Android 2.1 sous la désignation commerciale de "Xperia X10 HD" (en référence à sa capacité de faire des enregistrements vidéo 720p).
La firme a déployé une mise à jour vers Android 2.1 en Europe à partir du 31 octobre 2010. Dans le reste du monde, la diffusion de la mise à jour est propre à chaque pays. Ainsi, à titre d'exemple, les États-Unis sont toujours sous Android 1.6 en février 2011.
Le 6 janvier 2011, la filiale anglaise de Sony Ericsson avait annoncé officiellement que la famille actuelle des XPERIA (X10, X10 Mini, X10 Mini Pro, X8) ne recevra aucune mise à jour vers les nouvelles versions d'Android (y compris la version 2.2). À la place, de petits correctifs de la version actuelle (2.1) seront régulièrement proposés. La firme avait justifié son choix par la qualité d'aboutissement de sa version 2.1 d'Android, selon elle plus efficace que toute autre version d'Android.
Cette annonce a — encore une fois — soulevé les foudres de la communauté des utilisateurs, qui se sentent abandonnés par le constructeur : l'absence de mise à jour signale la mort plus ou moins rapide de l'appareil (pas de support de Adobe Flash, etc.).
Le 25 mars 2011, Sony Ericsson annonce contre toute attente que le X10 recevra dans le courant de l'année une ultime mise à jour vers la toute dernière version d'Android (2.3.3).
Cette mise à jour sera "bâclée" selon le constructeur, en ce sens qu'elle contiendra un certain nombre de manques et de différences qui la rapprocheront de la version originale de Android (mode appareil photo utilisant l'application originale d'Android, disparition de Moxier et de Mediascape…).
La mise à jour est finalement arrivée fin juillet et apporte Android Gingerbread.

## L'écran tactile et la gestion du multipoints
Les utilisateurs du Xperia X10 ont nourri depuis l'annonce de l'appareil un débat sur la gestion du multipoints (ou multitouch en anglais) par l'écran capacitif du X10.
Ce débat est né du manque de communication de la part de Sony Ericsson sur cet appareil, régulièrement annoncé comme sérieuse alternative à l'iPhone d'Apple, ainsi que par des confusions sur la présentation du produit. Sony Ericsson a tantôt décrit l'appareil comme tactile multipoints, tantôt comme ne l'étant pas.
La confusion a demeuré pendant plus de huit mois. Pendant cette période, certains ont déclaré que l'appareil ne possédait pas le support matériel du multipoints tandis que d'autres déclaraient l'inverse.
Le 17 novembre 2010, Sony Ericsson a officiellement confirmé qu'une forme basique de multipoints à deux doigts serait prise en charge à partir d'une future mise à jour (janvier 2011).
Cette mise à jour permet d'utiliser la fonctionnalité Pinch Zoom (possibilité de zoomer et dézoomer en écartant deux doigts, à la manière de l'iPhone) dans certaines applications.
La limitation de cette fonctionnalité à certains programmes est due au fait que l'écran de l'appareil n'est pas techniquement multipoints, induisant des bogues pour une utilisation plus complexe. Il est ainsi impossible d'avoir plus de deux points de contact sur l'écran, et ce manière précise, rendant inutilisables les applications nécessitant de nombreux points de contact précis pour fonctionner (jeux, émulateurs…).

## Déclinaisons

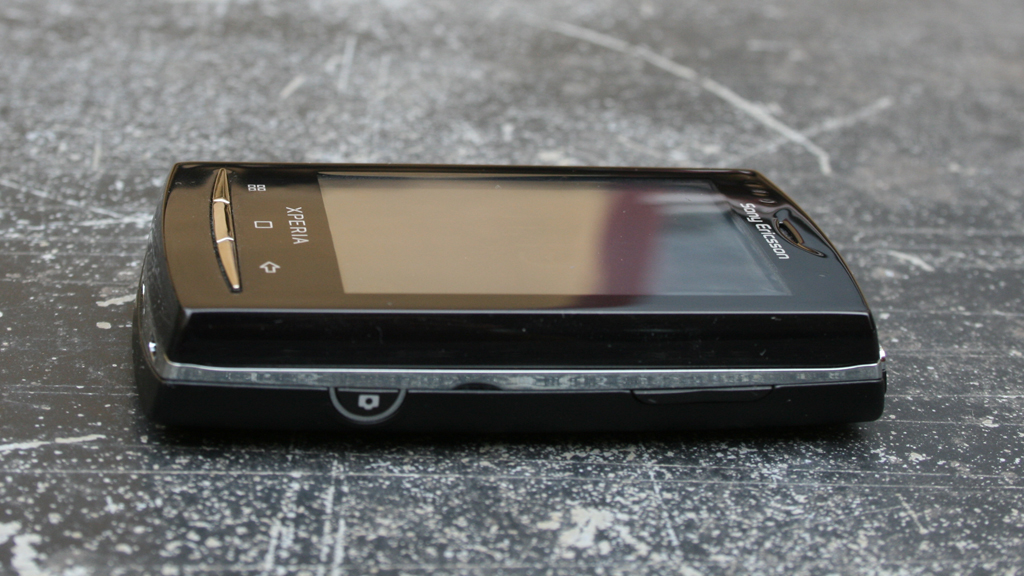
L'Xperia X10 Mini Pro

Le Xperia X10 a été décliné par Sony Ericsson en modèles milieu de gamme : le Xperia X10 mini ( meilleur téléphone mobile de l'année 2010/2011 » selon l'Association Européenne de l’Image et du Son) et le Xperia X10 mini Pro.
Courant octobre 2010, la firme a décliné le Xperia X10 HD, un Xperia X10 exactement identique à la version "classique" à la seule différence qu'il est vendu avec la version 2.1 du système Android.

## Fin de vie

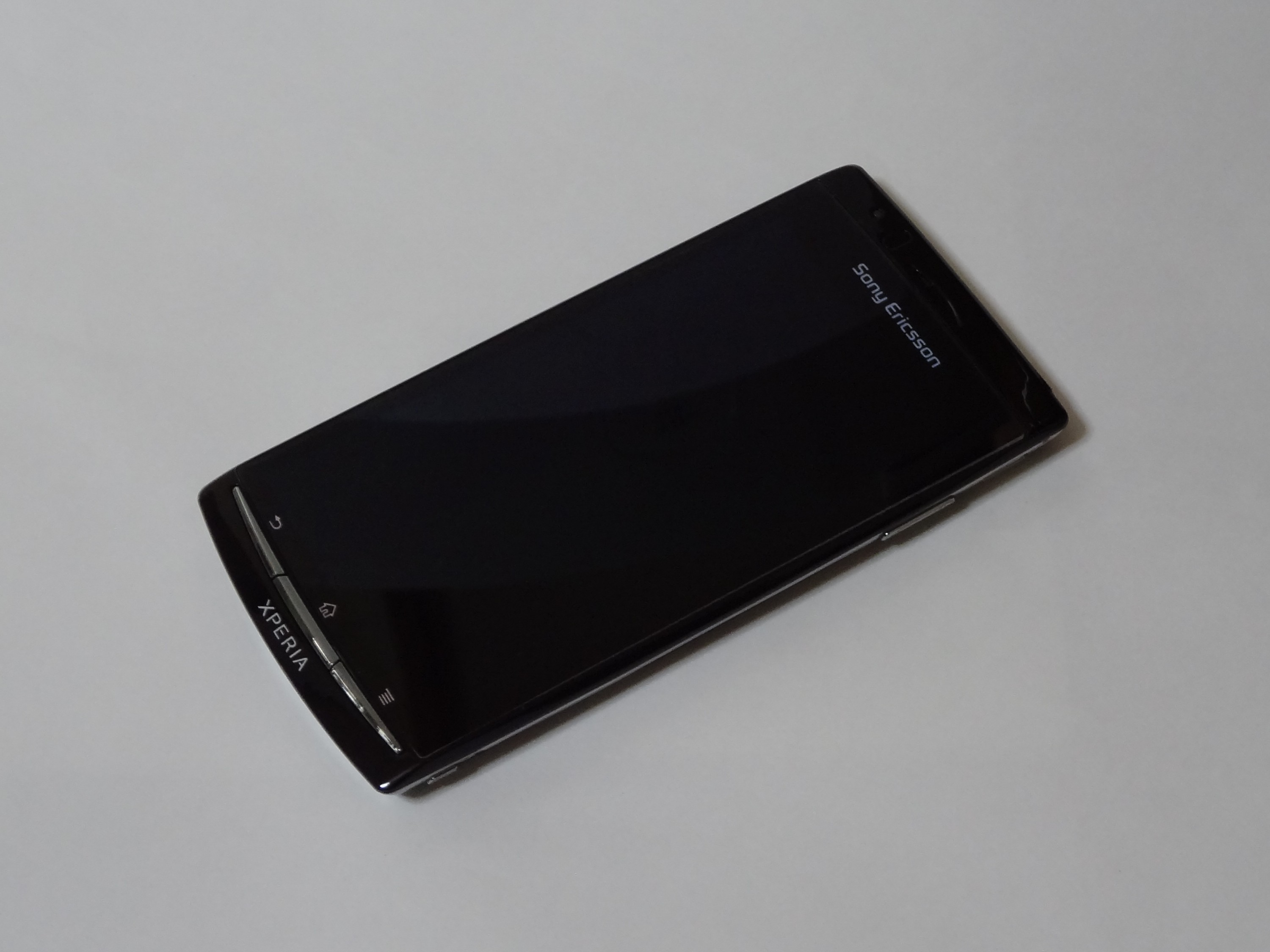
L'Xperia Arc, le successeur

La fin de vie de l'appareil est tumultueuse. Après seulement 10 mois de commercialisation (dont 8 mois en utilisant Android 1.6, déjà largement dépassé), Sony Ericsson multiplie les annonces sur l'abandon de l'appareil et de ses déclinaisons.
À partir du mois de janvier 2011, le constructeur annonce l'arrêt des mises à jour du système Android (ce qui exclut le support de Flash Player, du système App2SD et de toute application développée pour Android 2.2 et plus), l'abandon du support DLNA annoncé depuis mai 2010, tandis que les opérateurs téléphoniques annoncent progressivement la fin de vie (End of Life, ou EOL) des appareils.
Sony Ericsson annonce finalement que le Xperia X10 aura une mise à jour pour la version 2.3 d'Android pour la fin du second trimestre de l’année 2011, cependant rien n'est prévu pour les versions Mini et Mini Pro.
Entretemps, le constructeur mise tout sur le successeur du X10, le Xperia Arc.
Une évolution de toute la gamme Xperia est prévue :
- Xperia 10 mini ⇒ Xperia Mini

- Xperia 10 mini pro ⇒ Xperia Mini Pro

- Xperia 8 ⇒ Xperia active

- Xperia 10 ⇒ Xperia Arc